# Asota nicobarica
Asota nicobarica är en fjärilsart som beskrevs av Swinhoe 1892. Asota nicobarica ingår i släktet Asota och familjen nattflyn. Inga underarter finns listade i Catalogue of Life.